# Creation Records
Creation Records — британський лейбл звукозапису, створений 1983 року.
Засновником лейблу Creation Records став колишній співробітник транспортної компанії British Rail Алан Макгі. Він народився у Шотландії, але 1982 року переїхав до Лондона. Макгі був музичним менеджером гурту The Jesus and Mary Chain, а також разом із Діком Гріном проводив вечірки The Living Room в різних закладах міста.
1983 року Макгі взяв позику у 1 тис. фунтів, щоб заснувати власний лейбл Creation Records, першим релізом якого став сингл гурту The Legend. Лейбл було названо на честь британського колективу 1960-х років The Creation. Перші комерційні успіхи прийшли до Creation Records наступного року разом із виходом синглу Upside Down гурту The Jesus and Mary Chain, наклад якого склав 50 тис. примірників. Надалі Макгі видавав на лейблі записи свого гурту Biff Bang Pow, а також інших виконавців, що грали панк-рок та психоделічний рок, серед яких The Pastels, Primal Scream, My Bloody Valentine, House of Love та інші.
Справжній комерційний прорив відбувся 1990 року, коли сингли гуртів Ride та Primal Scream, що виходили на Creation Records, потрапили до хіт-параду 40 найкращих пісень, а дебютний альбом Ride Nowhere вперше за історію лейблу потрапив до 20 найкращих альбомів країни. Наступний рік на сайті лейблу назвали «вершиною музичної творчості Creation», бо восени вийшли альбоми Primal Scream Screamadelica, Teenage Fanclub Bandwagonesque та перевидання платівки My Bloody Valentine Loveless. 1992 року лейбли привернув увагу медіакорпорації Sony, яка придбала 49 % частку Creation Records, заплативши близько 3 млн доларів.
Головною зіркою лейблу в середині 1990-х років став британський рок-гурт Oasis, з яким було підписано контракт 1993 року. На Creation Records вийшов їхній дебютний альбом Definitely Maybe (1994), який очолив британський хіт-парад, друга платівка (What's The Story) Morning Glory? (1995) та третя Be Here Now (1997), що стала найбільш швидко продаваним альбомом всіх часів у Великій Британії. Проте Макгі приділяв увагу не лише рок- та попвиконавцям, а ще й заснував дочірній лейбл Revola, на якому, зокрема, видавалися записи художнього читання актора та письменника Вільяма Шетнера, поета Айвора Катлера, а також альбоми британського гурту 1970-х років Johathan Richman and the Modern Lovers. 
Попри успішну роботу лейблу протягом 15 років, Алан Макгі вважав, що його внесок у британську музичну індустрію була недооціненою публікою. Наприкінці 1999 року він оголосив, що залишає Creation Records, щоб зосередитись на власній медіакомпанії Poptones, пов'язаній з інтернетом, радіо та телебаченням. Інші співзасновники лейблу також заснували власні проєкти: Дік Грін створив лейбл Witchita, а Джо Фостер продовжив керувати лейблом Revola. Одним з останніх релізів лейблу став альбом Primal Scream XTRMNTR, після чого Creation Records припинили існування.